# Alfred Martin (Offizier)
Alfred Martin (* 1. August 1915 in Hamburg; † nach 1969) war ein deutscher Offizier, zuletzt Oberst i. G. der Bundeswehr und Informant in der Spiegel-Affäre.

## Leben
Martin war Leiter des Führungsreferats im Führungsstab des Heeres und stellte das gesamte Material zu dem inkriminierten Artikel Bedingt abwehrbereit des Spiegel-Redakteurs Conrad Ahlers zur Verfügung.
Mit der atomaren Rüstungspolitik zulasten einer konventionellen Verteidigung durch den damaligen Bundesverteidigungsminister Franz Josef Strauß waren neben Martin auch andere nicht einverstanden, darunter hochrangige Offiziere der Bundeswehr wie Generalstabsoffizier Adolf Wicht oder der General Adolf Heusinger, bis 1961 erster Generalinspekteur der Bundeswehr. Auch die ehemaligen Generäle Lothar Rendulic und Wolfgang Pickert, die Publizisten Adelbert Weinstein und Ferdinand Otto Miksche und der damalige Hamburger Innensenator und spätere Bundeskanzler Helmut Schmidt opponierten. Als gebürtiger Hamburger und dem „bayerischen Kraftmenschen“ Strauß gegenüber generell skeptisch, sah sich Martin aus Gewissensgründen veranlasst, die Erkenntnisse aus dem NATO-Manöver Fallex 62 öffentlich zu machen. Als Informant war er nach heutigem Verständnis ein Whistleblower.
Nach den Erinnerungen des Spiegel-Herausgebers Rudolf Augstein vertrat Martin eine „beträchtliche Fronde, namentlich des Heeres“, als er mit seinen Informationen an den Spiegel herantrat. Martin war zwar für Atomwaffen, aber strikt gegen einen atomaren Erstschlag, wie er von den Amerikanern und Strauß als Teil des strategischen Repertoires vertreten wurde. Das Treffen von Augstein und Ahlers mit Martin fand in Hamburg am 23. März 1962 statt. Strauß warf Martin in seinen Memoiren vor, aus persönlichen Gründen gehandelt zu haben, da er wegen einer Kriegsverletzung (er verlor ein Bein) nicht zum Brigadegeneral befördert werden konnte. Nach Augstein war dies falsch, Martin war die Leitung einer Brigade und eine spätere Verwendung in der NATO zugesagt worden, womit er automatisch Brigadegeneral geworden wäre. Nach Augstein war er sich seines Risikos bewusst.
Seinen Namen hatten die Behörden im Zuge der vom 26. Oktober 1962 bis 25. November 1962 währenden Durchsuchung des siebenstöckigen Spiegel-Verlagshauses in Hamburg und Beschlagnahme eines Exposés des genannten Artikels in Erfahrung gebracht.
Martin wurde Ende November 1962 unter dem Verdacht des sog. publizistischen Landesverrats verhaftet und in Untersuchungshaft genommen, jedoch im Frühjahr 1963 wieder aus der Haft entlassen. Am 15. Oktober 1964 erhob Generalbundesanwalt Ludwig Martin gegen Martin, Rudolf Augstein und Conrad Ahlers Anklage wegen fortgesetzten gemeinschaftlichen Landesverrats. Mit Beschluss vom 13. Mai 1965 lehnte der 3. Strafsenat des Bundesgerichtshofes jedoch die Eröffnung des Hauptverfahrens gegen Augstein und Ahlers ab. Die Entscheidung über die Eröffnung des Hauptverfahrens gegen Martin blieb vorbehalten.
Gegen Martin wurde ferner am 15. Januar 1963 vom Bundesverteidigungsministerium ein Disziplinarverfahren eingeleitet. Das Verfahren wurde 1968 eingestellt und Martin zum 1. April 1969 „in Ehren und mit voller Pension“ in den Ruhestand versetzt.
Im ARD-Fernsehfilm Die Spiegel-Affäre übernahm 2014 der Schauspieler Henning Baum die Rolle des Oberst Martin.